# Jerzy Olędzki
Jerzy Stanisław Olędzki (ur. 1945) – polski filolog, politolog, profesor nauk humanistycznych (medioznawstwo, politologia, komunikowanie społeczne i public relations), wykładowca na Uniwersytecie Warszawskim i Uniwersytecie Kardynała Stefana Wyszyńskiego w Warszawie.

## Kariera naukowa
Studia wyższe odbył w latach 1963–1968 na Wydziale Humanistycznym Wyższej Szkoły Pedagogicznej w Katowicach i uzyskał dyplom magistra filologii polskiej, następnie w 1970 roku ukończył dwuletnie dzienne Pomagisterskie Studium Dziennikarstwa na Uniwersytecie Warszawskim. Studia doktoranckie po otrzymaniu stypendium Fundacji Kościuszkowskiej w Nowym Jorku odbył w roku akademickim 1972/73 w School of Journalism Columbia University w Nowym Jorku. Stopień doktora nauk politycznych uzyskał w Instytucie Nauk Politycznych Uniwersytetu Warszawskiego w 1975 r. na podstawie rozprawy doktorskiej pt.: „Obraz Polski wśród studentów amerykańskich”, a stopień doktora habilitowanego – w roku 1984 nadała mu Rada Wydziału Dziennikarstwa i Nauk Politycznych Uniwersytetu Warszawskiego na podstawie rozprawy habilitacyjnej pt.: „Procesy demokratyzacji komunikowania masowego w Trzecim Świecie”. W 2011 roku Prezydent RP nadał mu tytuł naukowy profesora w dziedzinie nauk humanistycznych.
Zatrudniony na Uniwersytecie Warszawskim od października 1970 roku jako asystent, następnie adiunkt, docent (1987) i profesor nadzwyczajny (1991-2015) na Wydziale Dziennikarstwa i Nauk Politycznych. Profesor zwyczajny na Wydziale Teologicznym Uniwersytetu Kardynała Stefana Wyszyńskiego w Warszawie (2010-2021). W latach 1984–1986 etatowy profesor prowadzący wykłady i seminaria na studiach nauk politycznych i dziennikarstwa na Uniwersytecie Ohio w Athens w USA. Od 1987 r. do 1990 r. dyrektor Instytutu Dziennikarstwa UW; W latach 1987–2015 kierownik Zakładu Teorii Komunikacji Społecznej i Public Relations w Instytucie Dziennikarstwa WDiNP. Kilkukrotny stypendysta Fundacji Fulbrighta. W latach 1998–2000 pierwszy rektor Wyższej Szkoły Ekonomii Stosowanej i Handlu Zagranicznego w Radomiu (przemianowanej później na Akademię Handlową Nauk Stosowanych w Radomiu). W latach 2016–2018  dyrektor Instytutu Edukacji Medialnej i Dziennikarstwa na Wydziale Teologicznym UKSW. W 2021 r. został powołany do Komitetu Nauk o Komunikacji Społecznej i Mediach Polskiej Akademii Nauk. 
Autor publikacji z zakresu socjologii komunikowania międzynarodowego, przepływu informacji i profesjonalizmu w dziennikarstwie i public relations.

## Odznaczenia i nagrody
- Złoty Krzyż Zasługi (2010)[3]
- PRoton 2009 – nagroda w kategorii „Osoba zajmująca się edukacją w PR” (2009)[4]